# 最果てが見たい
「最果てが見たい」（さいはてがみたい 西題：¿Dónde quiere estar mi alma viajero? ）は、日本の演歌歌手・石川さゆりの楽曲。2014年4月23日にテイチクレコードより発売されたアルバム『X -Cross II-』に収録され発表された。
詞曲はシンガーソングライターの椎名林檎が手掛けており、2015年5月13日には椎名がセルフカバーした同名曲が配信限定で発売された。

## 背景
石川にとっては2014年4月2日に発売されたシングル曲「暗夜の心中立て」およびそのカップリング曲「名うての泥棒猫」に続く椎名林檎によるプロデュースの楽曲。詞曲を椎名が、編曲をピアニストの林正樹が手掛けている。また本楽曲は江崎グリコのスナック菓子「チーザ」のCMソングとしても使用された。

## 椎名林檎によるセルフカバー
この楽曲は、作者である椎名が2014年11月から12月にかけて開催したアリーナツアー「椎名林檎 林檎博'14 ―年女の逆襲―」でセルフカバーとして披露し、2015年3月に発売された同ツアーのライブビデオ『(生)林檎博'14 ―年女の逆襲―』にも収録された。そして同年4月、アニメ映画『百日紅 ～Miss HOKUSAI～』（2015年5月公開）の主題歌に椎名による本楽曲の新録のセルフカバーバージョンが起用されたと発表された。椎名にとっては初のアニメ主題歌であり、映画の主題歌を担当するのは2007年に公開された『さくらん』以来8年ぶり2度目となる。起用の経緯は、映画の原作である漫画『百日紅』の作者・杉浦日向子が生前椎名の楽曲を愛聴していたことから、監督の原恵一が椎名に依頼し、制作に至った。なおこちらのバージョンでは編曲も椎名が行った。2017年12月に発売されたセルフカバーアルバム「逆輸入 ～航空局～」にも収録されたが、こちらの編曲は朝川朋之が行っており、ハープを基調としたアレンジになっている他、歌詞が全て英語に書き直されている。

## 演奏
- アコーディオン：佐藤芳明
- ピアノ：林正樹
- ケーナ：岩川光